# Марлот, Рудольф
Герман Вильгельм Рудольф Марлот (нем. Rudolf Marloth; 28 декабря 1855, Люббен, Бранденбург, Германский союз — 15 мая 1931, Каледон, Южно-Африканский Союз) — немецкий и южно-африканский ботаник, химик и фармацевт. Доктор наук.

## Биография
С 1873 по 1876 год изучал фармацевтику в Люббене. После работал помощником аптекаря в Германии
и Швейцарии, продолжил обучение в Берлинском университете. В 1883 году защитил докторскую диссертацию.
Один из его друзей предложил Марлоту деньги на покупку собственной аптеки в Кейптауне, куда он прибыл в конце 1883 года. Позднее он вернулся в Германию, получил степень химика-аналитика и разрешение на практику. В Стелленбосе Марлот открыл лабораторию аналитической химии и фармацевтических исследовании, зарекомендовав себя одновременно искусным фотографом, опытным альпинистом, «внимательно изучавшим все растительные феномены дикой природы, которые встречались на его пути». Там же в Стелленбосе, читая курс лекции по ботанике, Марлот познакомился с Г. С. Нелем.
Работал фармацевтом фирмы Wentzel — Schleswig. Со временем открыл собственный бизнес в Кейптауне. В 1885—1886 гг. осуществил ряд поездок в районы Северного Мыса и Юго-Западной Африки.
В 1888 году читал лекции на химическом факультете Колледжа Виктории (ныне Университет Стелленбоша). В 1889 году стал профессором и занимал эту должность до 1892 года. Затем читал лекции в Элсбергской сельскохозяйственной школе и одновременно был консультантом и аналитическим химиком в Кейптауне.
В 1898 г. встретил и подружился с Андреасом Шимпером, известным ботаником и фитогеографом, вместе с которым провёл несколько исследовательских экспедиций по Югу Африки.

## Научная деятельность
Автор описаний видов, несколько из которых названы в честь учёного и его жены — Mари Марлот — Adromischus marianae и Ruschia marianae.
Обнаружил и описал ряд растений, в частности Титанопсис (Titanopsis calcarea (Marloth) Schwantes), Алоэ Марлота.
Автор фундаментального труда «Флора Южной Африки» (Flora of South Africa) в 6 томах изданного в 1913—1932 гг. В 1917 им был опубликован «Словарь общих имен растений» (Dictionary of the Common Names of Plants) как дополнение к его «Флоре Южной Африки».
Другие публикации Р. Марлота «Cape Flowers at home» (Darter, Cape Town, 1922), «The Chemistry of South African Plants and Plant Products» (Cape Chemical Society, Cape Town, 1913), «Das Kapland: insonderheit das Reich der Kapflora, das Waldgebiet und die Karroo, pflanzengeographisch dargestellt» (Gustav Fischer, Jena, 1908) и «Stone-shaped Plants» (Speciality Press, Cape Town, 1929).

## Память
В честь Марлота назван знаменитый природный заповедник и курортный поселок в провинции Мпумаланга (ЮАР) — Марлот-Парк, а также природный заповедник Марлот в Западно-Капской провинции. Также в честь Марлота названы таксоны растений:
- Marlothia Engl. (1888) [= Helinus E.Mey. ex Endl.]
- Marlothiella H.Wolff (1912)
- Marlothistella Schwantes (1928)

- Agathosma marlothii Dümmer
- Agathosma rudolphii I.Williams
- Aloe marlothii A.Berger
- Anacampseros marlothii Poelln.
- Aptosimum marlothii (Engl.) Hiern
- Calostephane marlothiana O.Hoffm.
- Commiphora marlothii Engl.
- Cyanella marlothii J.C.Manning & Goldblatt
- Cyperus marlothii Boeckeler
- Cyphostemma marlothii (Dinter & Gilg) Desc.
- Dinteracanthus marlothii (Engl.) Schinz
- Dipcadi marlothii Engl.
- Disa marlothii Bolus
- Elegia marlothii (Pillans) Moline & H.P.Linder
- Emilia marlothiana (O.Hoffm.) C.Jeffrey
- Eremothamnus marlothianus O.Hoffm.
- Erica marlothii Bolus
- Erica rudolfii Bolus
- Euphorbia marlothiana N.E.Br.
- Euryops marlothii B.Nord.
- Gladiolus marlothii G.J.Lewis
- Helichrysum marlothianum O.Hoffm.
- Helichrysum rudolfii Hilliard
- Hemionitis marlothii (Hieron.) Christenh.
- Hesperantha marlothii R.C.Foster
- Hibiscus marlothianus K.Schum.
- Hymenophyllum marlothii Brause
- Lachenalia marlothii W.F.Barker ex G.D.Duncan
- Lachnaea marlothii Schltr.
- Larryleachia marlothii (N.E.Br.) Plowes
- Lipotriche marlothiana (O.Hoffm.) D.J.N.Hind
- Listia marlothii (Engl.) B.-E.van Wyk & Boatwr.
- Lobostemon marlothii Levyns
- Megalochlamys marlothii (Engl.) Lindau
- Melanospermum rudolfii Hilliard
- Mesembryanthemum marlothii Pax
- Moraea marlothii (L.Bolus) Goldblatt
- Oxalis marlothii Schltr. ex R.Knuth
- Phylica marlothii Pillans
- Polemanniopsis marlothii (H.Wolff) B.L.Burtt
- Restio marlothii Pillans
- Restio rudolfii H.P.Linder & C.R.Hardy
- Sarcocaulon marlothii Engl.
- Schwantesia marlothii L.Bolus
- Searsia marlothii (Engl.) Moffett
- Sebaea marlothii Gilg
- Selago marlothii Hilliard
- Sesamum marlothii Engl.
- Syncarpha marlothii (Schltr.) B.Nord.
- Trichodiadema marlothii L.Bolus
- Tritonia marlothii M.P.de Vos
- Watsonia marlothii L.Bolus
- Zaluzianskya marlothii Hilliard
- Zehneria marlothii (Cogn.) R.Fern. & A.Fern.